# Dictionnaire historique, littéraire et bibliographique des Françaises et des étrangères naturalisées en France
connues par leurs écrits ou par la protection qu’elles ont accordée aux gens de lettres, depuis l’établissement de la Monarchie jusqu’à nos jours
Le Dictionnaire historique, littéraire et bibliographique des Françaises et des étrangères naturalisées en France, connues par leurs écrits ou par la protection qu’elles ont accordée aux Gens de Lettres, depuis l’établissement de la Monarchie jusqu’à nos jours est un ouvrage publié en 1804 par Fortunée Briquet.

## Description
Dédicacé à Napoléon Bonaparte, ce dictionnaire est une compilation de 564 notices de femmes francophones entre le VIe siècle et le Consulat. Réunissant des femmes mécènes, des poétesses, des auteures, des salonnières et des écrivaines, ce dictionnaire constitue une source essentielle d’informations sur les femmes liées au monde des lettres. Chaque biographie y est complétée par une bibliographie.

## Contexte
L’œuvre de Fortunée Briquet ayant été redécouverte au moment du Bicentenaire de la Révolution, le Dictionnaire est réédité en mars 2016. Il recense 330 femmes auteures entre 1700 et 1804. Il est, avec le dictionnaire de Louise de Kéralio entrepris entre 1786 et 1789, une preuve de l’activité littéraire des femmes au cours du XVIIIe siècle. Des recherches systématiques effectuées dans les années 2000, recensent 531 noms, ce qui contredit la thèse de l’historien Robert Darnton selon lequel la production littéraire du XVIIIe siècle serait essentiellement masculine.